# Tornieria
Tornieria („patřící Tornierovi“) byl rod poměrně velkého sauropodního dinosaura, žijícího v období svrchní jury (asi před 155 miliony let) na území dnešní východní Afriky (Tanzanie). Tento rod má velmi složitou historii, co se jeho popisu a zařazení týče.

## Historie
Fosilie tohoto a dalších dinosaurů, objevených na lokalitě Tendaguru, byly dobře známé domorodým obyvatelům této oblasti již dlouho před příchodem evropských vědců. Fosilní pozůstatky tohoto dinosaura pak byly oficiálně popsány v roce 1908 německým paleontologem Eberhardem Fraasem, který dva nově rozpoznané druhy popsal jako „Gigantosaurus“ robusta a „Gigantosaurus“ africanus. V roce 1928 popsal třetí druh, G. dixeyi Haughton (dnes Malawisaurus). Brzy se však ukázalo, že rodové jméno „Gigantosaurus“ již bylo použito pro jednoho evropského sauropoda, proto v roce 1911 přejmenoval Sternfeld „gigantosaura“ na rod Tornieria (se dvěma druhy – T. robusta a T. africana). Později však vyšlo najevo, že T. robusta je titanosaurní sauropod, proto dostal vlastní rodový název Janenschia. T. africana může být zase africkým exemplářem rodu Barosaurus, s tím však nesouhlasí všichni paleontologové. V takovém případě by Barosaurus měl prioritu a jméno Tornieria by bylo zcela opuštěno.

## Rozměry
Podle odhadů amerického badatele Gregoryho S. Paula z roku 2010 měřil tento sauropod na délku až 25 metrů a vážil kolem 10 tun. Podle paleontologa Thomase R. Holtze Jr. dosahoval tento druh délky 26 metrů a hmotnosti dvou slonů afrických.